# ヘイリー・ウィッケンハイザー
ヘイリー・ウィッケンハイザー（Hayley Wickenheiser OC OLY、1978年8月12日 -）は、カナダの元アイスホッケー選手。現在はトロント・メープルリーフスの選手開発のアシスタントディレクターを務めている。ゴーリー以外のポジションで女性のプロアイスホッケー選手として初めてフルタイムでプレーした。1994年から引退を発表する2017年1月13日までの23年間、アイスホッケーのカナダ女子代表チームに所属し、276試合で168ゴール、211アシストを記録し、チームの歴代得点王となっている。カナダ代表として冬季オリンピックに5度出場し、4つの金メダルと1つの銀メダルを獲得し、大会MVPに2度選出されている。また、ソフトボールの代表選手として夏季オリンピックに1度出場している。チームメイトのCaroline OuelletteとJayna Heffordと並び、カナダのオリンピック出場選手の中で金メダルの最多獲得数の記録を持ち、史上最も偉大な女子アイスホッケー選手として広く認められている。2014年2月20日、国際オリンピック委員会のアスリート委員会(Athletes' Commission)に選出された。
同じく元アイスホッケー選手のダグ・ウィッケンハイザーはいとこにあたる。
2010年のバンクーバーオリンピックでオリンピック宣誓を行った。
2019年6月25日、ホッケーの殿堂に選出された。
2021年2月3日に生じた森喜朗東京オリンピック・パラリンピック競技大会組織委員会会長による女性蔑視発言に対し、「朝食会のビュッフェでこの男性を追い詰めます、絶対に。東京で会いましょう！」("Definitely going to corner this guy at the breakfast buffet. See ya in Tokyo!!")とツイッターで触れた。辞任が発表されると、ツイッターに「前進」と記した。